# Абдикеров, Рыскали Калиакбарович
Рыскали Калиакбарович Абдикеров (каз. Рысқали Қалиақбарұлы Әбдікеров; род. 12 июня 1959 года, совхоз Успенский, Агадырский район, Карагандинская область, Казахская ССР, СССР) — казахстанский государственный и политический деятель. Депутат сената парламента Казахстана от Карагандинской области (2017—2023).

## Биография
Происходит из подрода Керней рода Каракесек племени Аргын. Окончил Карагандинский государственный университет в 1981 году по специальности историк, Высшую комсомольскую школу при ЦК ВЛКСМ — в 1988 году, Алма-Атинский институт политологии и управления — в 1991 году.
1981—1983 гг. — учитель Босагинской средней школы, инструктор Агадырского райкома, инструктор Джезказганского обкома ЛКСМК.
1983—1984 гг. — служба в Советской Армии.
1985 г. — декан университета марксизма-ленинизма Джезказганского обкома партии (1985).
1985—1989 гг. — первый секретарь Джезказганского райкома ЛКСМК.
1991—1997 гг. — заместитель председателя Агадырского райисполкома, заместитель, первый заместитель главы администрации, акима Агадырского района.
1997—2001 гг. — первый заместитель, заместитель акима Шетского района.
Февраль 2001 г. — май 2005 г. — аким Актогайского района Карагандинской области.
Май 2005 г. — февраль 2006 г. — заместитель акима города Караганды.
Май 2006 г. — ноябрь 2007 г. — аким Улытауского района.
Ноябрь 2007 г. — июль 2008 г. — аким Шетского района.
Июль 2008 г. — сентябрь 2009 г. — заместитель акима Карагандинской области.
Сентябрь 2009 г. — ноябрь 2011 г. — аким Осакаровского района.
Ноябрь 2011 г. — февраль 2016 г. — аким Шетского района.
С февраля 2016 года по июнь 2017 года — депутат Карагандинского областного маслихата, секретарь Карагандинского областного маслихата.
С июня 2017 года по январь 2023 года — депутат сената парламента Казахстана от Карагандинской области, с сентября 2017 года — член комитета по конституционному законодательству, судебной системе и правоохранительным органам.

## Награды
- Орден «Курмет»
- Медаль «За трудовое отличие»
- Почётная грамота Совета МПА СНГ (29 ноября 2018 года, Межпарламентская ассамблея СНГ) — за активное участие в деятельности Межпарламентской  Ассамблеи и её органов, вклад в укрепление дружбы между народами государств — участников Содружества Независимых Государств[4]